# Distretto di Linz-Land
Il distretto di Linz-Land (in tedesco: Bezirk Linz-Land) è uno dei distretti dello stato austriaco dell'Alta Austria. Il capoluogo, pur non appartenendo al distretto, è Linz (capoluogo allo stesso modo del distretto di Urfahr-Umgebung), il centro maggiore distrettuale è Traun.

## Geografia antropica
Il distretto è suddiviso in 22 comuni di cui 4 con status di città e 7 con diritto di mercato.

### Città
1. Ansfelden (15.650)
2. Leonding (22.269)
3. Enns (10.639)
4. Traun (25.145)

### Comuni mercato
1. Asten (6.047)
2. Hörsching (5.241)
3. Kronstorf (3.005)
4. Neuhofen an der Krems (5.417)
5. Pucking (3.478)
6. Sankt Florian (5.545)
7. Wilhering (5.222)

### Comuni
1. Allhaming (1.028)
2. Eggendorf im Traunkreis (698)
3. Hargelsberg (1.084)
4. Hofkirchen im Traunkreis (1.394)
5. Kematen an der Krems (2.230)
6. Kirchberg-Thening (2.137)
7. Niederneukirchen (1.782)
8. Oftering (1.824)
9. Pasching (6.134)
10. Piberbach (1.706)
11. Sankt Marien (4.144)

(Popolazione al 15 maggio 2001)